# Obra Social Sagrada Família
L'Obra Social Sagrada Família és un edifici de Girona inaugurat el 1962 que forma part de a l'Inventari del Patrimoni Arquitectònic de Catalunya.

## Descripció
És un edifici funcional de diferents cossos i de planta allargassada. Penja al riu Onyar per una estructura de pilars i jàsseres. El conjunt s'estructura entorn del nucli d'escala. A mà dreta es troba la capella que s'hi accedeix per un porxo de lloseta i pilarets de formigó armat. L'exterior d'ella s'inscriu un gran vitrall modern i un esvelt campanar en forma de creu i de formigó armat. Al costat esquerre de l'escala hi ha un cos allargassat amb mòduls en dent de serra. En general, el conjunt és de baixa alçada i de cobertes de terrat.